# Encyclopedie van Drenthe
De Encyclopedie van Drenthe was de eerste encyclopedie die over de Nederlandse provincie Drenthe tot stand kwam. Het werk verscheen in 2003 als driedelig naslagwerk en beslaat 1.096 bladzijden. Het omvat ongeveer 5.000 lemmata, met circa 1.000 afbeeldingen.
Het initiatief voor deze encyclopedie kwam van provinciaal historicus Michiel Gerding, die de viering van het 400-jarig bestaan van het provinciaal bestuur van Drenthe in 2003 op die manier luister wilde bijzetten. De Staten van Drenthe gaven opdracht aan het Erfgoedhuis en het Drents Archief de encyclopedie samen te stellen. De hoofdredactie werd gevormd door Gerding zelf,  Paul Brood en Martin Hillenga (beiden met ervaring bij de Nieuwe Groninger Encyclopedie) en Henk Nijkeuter. 
De hoofdredactie profiteerde van de ervaringen opgedaan met de samenstelling van de Nieuwe Groninger Encyclopedie, maar kon ook gebruikmaken van de kennis en deskundigheid van auteurs die aan het Groninger project hadden meegewerkt. 
Dankzij de inzet van het Drents Archief en het provinciaal bestuur van Drenthe kon de Encyclopedie van Drenthe een aantal jaren na de verschijning als boekwerk digitaal worden aangeboden, onder de titel Geheugen van Drenthe. 